# Evropská agentura pro bezpečnost a ochranu zdraví při práci
Evropská agentura pro bezpečnost a ochranu zdraví při práci (anglicky The European Agency for Safety and Health at Work – zkráceně OSHA) je speciální agentura Evropské unie, která vznikla v roce 1994 a sídlí ve španělském městě Bilbao. V čele OSHA je výkonný ředitel, který je volen vždy na 5 let. Současným ředitelem jen finský odborník Jukka Takala.
V Evropské unii je politika v oblasti bezpečnosti a ochrany zdraví při práci (BOZP) založena na článku 137 Smlouvy o založení EU. Do praxe je zaváděna prostřednictvím tzv. rámcové směrnice – Směrnice Rady č. 89/391/EHS z 12. června 1989, o zavedení opatření pro zlepšení bezpečnosti a ochrany zdraví zaměstnanců při práci. K ní existují prováděcí předpisy, které se týkají jednotlivých oblastí, například práce se zobrazovacími jednotkami (s počítači), rizik spojených s chemickými činiteli, ochraně před hlukem atd.

## Cíle OSHA
Evropská agentura pro bezpečnost a ochranu zdraví při práci má za úkol:
- spolupracovat s vládami, zaměstnavateli a zaměstnanci
- sbírat, analyzovat a zveřejňovat výsledky výzkumů bezpečnostních rizik
- shromažďovat poznatky o možných preventivních opatřeních a pomáhat šířit nejlepší dostupné techniky